# Eduard Pfrunder
Pour les articles homonymes, voir Pfrunder.
Eduard Pfrunder, né le 6 octobre 1877 à Bâle en Suisse et mort le 1er septembre 1925 à 47 ans dans la même ville est un architecte suisse.

## Biographie
Eduard Pfrunder a été formé chez Vischer et Fueter, puis fonde son agence d'architecture avec Ulrich Hammerer. Mais les associés se séparent au tournant du siècle. Ses œuvres les plus importantes se concentrent d'ailleurs sur cette période, au cours de laquelle il construit souvent des îlots entiers à Bâle, pour le compte de promoteurs. Les immeubles de la Offenburgerstrasse, encore réalisée avec Ulrich Hammerer avec façade de briques, toits mansardés et pignons, présentent une architecture de château symétrique dans un mélange néo-renaissance et néo-baroque. Eduard Pfrunder a également utilisé le style Art nouveau, notamment au Petit Bâle (Kleinbasel) sur la Hammersteinstrasse, « l'un des ensembles Art nouveau les plus originaux de Bâle ».

## Œuvres (sélection)

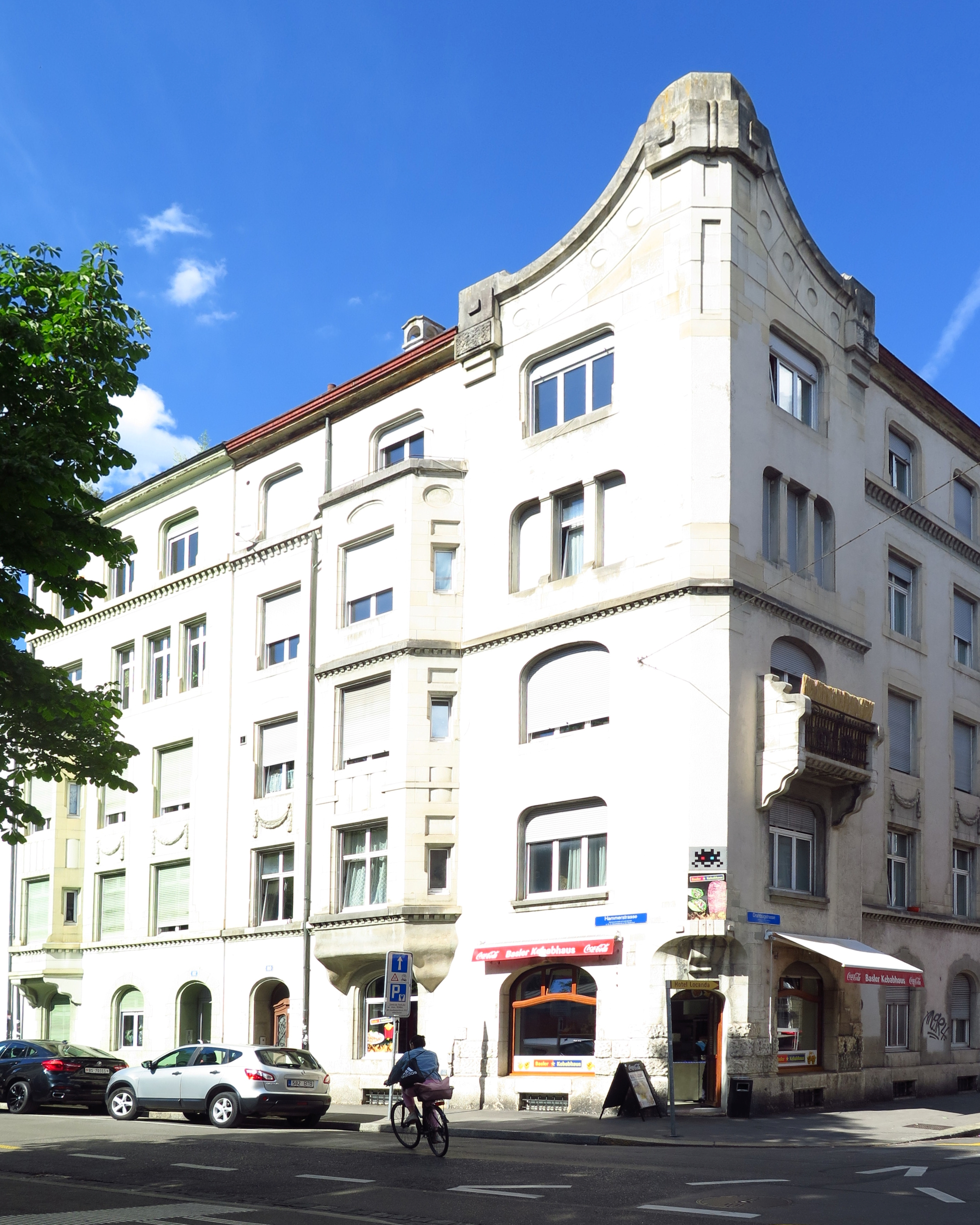
Maison d'angle Hammerstrasse-Drahtzugstrasse, Bâle, construite par Eduard Pfrunder (1907-1908).

- Immeubles à appartements, Offenburgerstrasse 25-31, Bâle, 1898-99
- Immeuble résidentiel avec restaurant, Efringerstr. 1, Bâle, 1901
- Au paradis, immeuble résidentiel avec restaurant et brasserie, Falknerstr. 31, Bâle, 1901-02
- Immeubles à appartements, Neuensteinerstr. 6, 9, 17, 19-25, 31, Bâle, 1903-08
- Bâtiments résidentiels, Mittlere Str. 59–61, Bâle, 1904
- Immeubles à appartements, Hammerstr. 80-82 / Drahtzugstr. 43-47, Bâle, 1905-07
- Les immeubles d'appartements, Claragraben 6-10 / 3-4 Wettsteinplatz / Hammerstr. 3-9, Bâle, 1908-09
- Hotel Zur Blume, Marktgasse 4, Bâle, 1909
- Zum Stern, immeuble résidentiel et commercial, Marktgasse 6, Bâle, 1909
- Immeuble de bureaux Affolter, Voltastr. 88, Bâle, 1909
- Immeuble résidentiel avec restaurant Zum Erasmus, Erasmusplatz 12 / Breisacherstr. 38, Bâle, 1910
- Bâtiments résidentiels et commerciaux, Webergasse / Untere Rebgasse 23–31 / Kasernenstr. 34-36, Bâle, 1910-12
- Immeuble résidentiel avec restaurant Stadtkeller, Marktgasse 11, Bâle, 1911
- Immeuble avec imprimerie Apel, Kasernenstr. 32, Bâle, 1925